# Sungai Ipuh
Sungai Ipuh is een bestuurslaag in het regentschap Muko-Muko van de provincie Bengkulu, Indonesië. Sungai Ipuh telt 474 inwoners (volkstelling 2010).